# Лозоватка (Николаевская область)
Лозоватка (укр. Лозуватка) — село в Первомайском районе Николаевской области Украины.
Население по переписи 2001 года составляло 234 человек. Почтовый индекс — 55244. Телефонный код — 5161.

## Местный совет
55244, Николаевская обл., Первомайский р-н, с. Тарасовка